# Pescara
Pescara är en stad i provinsen med samma namn i den italienska regionen Abruzzo vid Adriatiska havet och är en populär badort. Kommunen hade 119 297 invånare (2018) gränsar till kommunerna Chieti, Francavilla al Mare, Montesilvano, San Giovanni Teatino och Spoltore.
Stadens namn har sitt ursprung från den stora mängden fisk i omgivande vatten.
Stadskärnan och hamnen drabbades av omfattande ödeläggelse under andra världskriget. Den 14 september 1943 släppte 37 amerikanska bombflygplan sammanlagt 341 bomber över staden.

## Människor födda i Pescara
- Giada Colagrande, skådespelare och regissör.
- Gabriele D'Annunzio, poet, författare och politiker.
- Giovanni De Benedictis, tidigare utövare i gång.
- Ennio Flaiano, manusförfattare, författare och journalist.
- Floria Sigismondi, kanadensisk fotograf och regissör till musikvideor.
- Jarno Trulli, formel 1-förare.
- Ildebrando D'Arcangelo, operasångare.
- Maria Pellegrini, operasångare.
- Marco Verratti, fotbollsspelare.

## Externa länkar

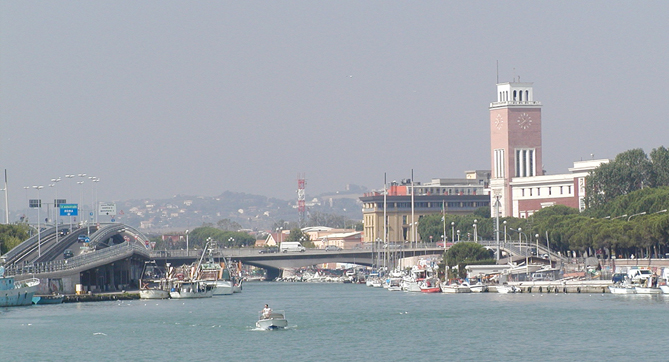
Pescaras hamn